# LP Viesti Salo 2015-2016
Questa voce raccoglie le informazioni riguardanti il LP Viesti Salo nelle competizioni ufficiali della stagione 2015-2016.

## Organigramma societario
Area direttiva
- Presidente: Markku Murto

Area tecnica
- Allenatore: Kari Raatikainen
- Allenatore in seconda: Tomi Lemminkäinen

## Rosa
| N° | Nome                | Ruolo | Data di nascita   | Nazionalità sportiva |
| -- | ------------------- | ----- | ----------------- | -------------------- |
| 1  | Roosa Koskelo       | L     | 20 agosto 1991    | Finlandia            |
| 2  | Lena Lymareva       | S     | 3 giugno 1992     | Ucraina              |
| 3  | Mira Hämäläinen     | S/O   | 5 marzo 1994      | Finlandia            |
| 4  | Noora Kosonen       | S     | 25 settembre 1993 | Finlandia            |
| 5  | Kaisa Jokinen       | C     | 23 agosto 1983    | Finlandia            |
| 6  | Iida Murto          | S     | 19 aprile 1998    | Finlandia            |
| 7  | Anna Czakan         | C     | 19 luglio 1986    | Finlandia            |
| 8  | Sari Tauriainen     | P     | 23 dicembre 1982  | Finlandia            |
| 9  | Outi Immonen        | L     | 9 giugno 1987     | Finlandia            |
| 10 | Pauliina Vilponen   | S     | 20 febbraio 1992  | Finlandia            |
| 11 | Tatsiana Mysliuchyk | P     | 15 novembre 1989  | Bielorussia          |
| 12 | Dubravka Rakić      | C     | 31 dicembre 1985  | Serbia               |
| 13 | Ronja Heikkiniemi   | S     | 3 dicembre 1998   | Finlandia            |
| 16 | Nadežda Sak         | C     | 22 ottobre 1982   | Russia               |
| 21 | Jenni Hiltunen      | P     | 26 ottobre 1984   | Finlandia            |